# Željko Čajkovski
Željko Hinko Čajkovski (* 5. Mai 1925 in Zagreb; † 11. November 2016 in München, Deutschland) war ein jugoslawischer Fußballspieler und -trainer, der seit 1967 auch einen deutschen Pass besaß. Mit der Nationalmannschaft gewann er 1948 olympisches Silber und nahm an der Weltmeisterschaft 1950 teil. Mit Dinamo Zagreb wurde er Meister und Pokalsieger. In Deutschland spielte er für den SV Werder Bremen. Als Trainer war er unter anderem in der zweiten Liga bei der SpVgg Fürth und in der Bundesliga für Borussia Neunkirchen tätig.
Der als Linksaußen und im offensiven linken Mittelfeld eingesetzte Željko Čajkovski war der zwei Jahre jüngere Bruder von Zlatko „Tschik“ Čajkovski, der zu Anfang der 1950er Jahre als Weltklassefußballer beeindruckte und vornehmlich in den 1960er Jahren in Deutschland große Erfolge als Trainer hatte. Im Gegensatz zum beidfüßigen Tschik war Željko aber Linksfüßer und mit 178 cm um 14 cm größer gewachsen. Auch sein Temperament war zurückhaltender. Der für seine gute Technik und Passgenauigkeit bekannte Željko Čajkovski gilt noch heute als einer der herausragenden Spieler in der Vereinsgeschichte von Dinamo Zagreb und das Angriffstrio Ratko Kacijan – Franjo Wölfl – Željko Čajkovski ist in guter Erinnerung geblieben.
Željko Čajkovski spielte anfänglich unter anderem auch Tennis und erreichte 1947 das Halbfinale der kroatischen Meisterschaft.
Nach Abschluss seiner Spielerlaufbahn verblieb er in Deutschland und bekleidete einige Trainerpositionen. Der graduierte Wirtschaftswissenschaftler war aber hauptsächlich im Textilimport und -export beschäftigt.
Željko Čajkovski wohnte etwa ab dem Jahr 2000 in München und widmete sich auch im Alter von 90 Jahren noch dem Schachspiel auf Wettkampfebene.

## Laufbahn

### Als Spieler
Mit dem Fußball begann er 1938 in seiner Heimatstadt beim HAŠK, dem „Kroatischen akademischen Sportklub“, wo er sich schon bald neben seinem Bruder Zlatko in der Kampfmannschaft etablieren konnte. Am Ende des Zweiten Weltkrieges konnte er aufgrund eines ärztlichen Freundschaftsgutachtens, das ihm blutende Geschwüre attestierte, den Einsatz an der Ostfront vermeiden, konnte sich aber der Zwangsrekrutierung durch die Partisanen nicht entziehen.
Nach dem Ende des Krieges wurde der HAŠK, wie auch andere Traditionsvereine, aufgelöst. Nebst zahlreichen weiteren Spielern wie Ivica Horvat schloss er sich dem neugegründeten NK Dinamo Zagreb an, während sein Bruder in Belgrad bei Partisan weiterkickte. Mit Dinamo gewann er die Landesmeisterschaften von 1948 und 1954 sowie 1951 den nach Marschall Tito benannten Pokalwettbewerb. In den Finalspielen bezwangen die Kroaten dabei FK Vojvodina Novi Sad zwei Mal mit 2:0. Bereits im Jahr davor kam Dinamo erstmals in das Pokalfinale, unterlag dort aber dem Hauptstadtverein Roter Stern nach einem 1:1 im Wiederholungsspiel klar mit 0:3. Insgesamt trat er in 184 Ligaspielen für Dinamo an und erzielte dabei 68 Treffer.
Im Mai 1947 gab er seinen Einstand in der jugoslawischen Nationalmannschaft, mit der er 1948 an den Olympischen Spielen in London teilnahm. Er stand dort, gemeinsam mit seinem Bruder Zlatko, der sich 1945 dem Belgrader FK Partizan anschloss, in der Mannschaft, die im Finale den mit den Stars Gunnar Nordahl, Gunnar Gren und Nils Liedholm angetretenen Schweden mit 1:3 unterlag.
Im Dezember 1949 erzielte er im italienischen Florenz im Entscheidungsspiel für die Qualifikation zur Weltmeisterschaft 1950 gegen Frankreich in der 114. Minute den Siegtreffer zum 3:2. Bis sechs Minuten vor Schluss der regulären Spielzeit führten die Franzosen noch mit 2:1. Sein Tor erfolgte aus einem Schuss aus „unmöglichem Winkel“ – unerreichbar für den Torhüter und auch noch abgefälscht. Über diesen Treffer meinte Frankreichs seinerzeitiger Nationaltorwart Abderrahman Ibrir anschließend: „Wenn Čajkovski diesen Schuss hundertmal wiederholen würde, würde er ihn hundertmal nicht verwandeln“.
Beim Turnier in Brasilien war er, erneut gemeinsam mit seinem Bruder, Stammspieler der Mannschaft, die gegen die Schweiz und Mexiko (4:1) siegte, wobei Željko Čajkovski im letzteren Spiel zwei Treffer beisteuerte. Aufgrund einer 0:2-Niederlage im letzten Gruppenspiel gegen die Gastgeber und letztendlichen Vizeweltmeister konnten sich die Jugoslawen aber nicht für die Finalgruppe qualifizieren. Im Juni 1951 bestritt er sein letztes von insgesamt 19 Spielen für die Nationalmannschaft, in denen er 12 Tore erzielte.
Nachdem er die entsprechende Altersschwelle erreicht hatte, durfte Čajkovski 1956 ins Ausland wechseln und schloss sich dem norddeutschen Oberligisten SV Werder Bremen an, für den er in den folgenden beiden Spielzeiten in 33 Spielen 12 Tore erzielte. In jener Zeit durchlief er auch eine Trainerausbildung an der Sporthochschule in Köln.
Zur Saison 1958/59 wechselte er zum Süd-Oberligisten 1. FC Nürnberg, für den er aber zu keinem Punktspiel kam. Die folgende Saison ließ er als Spielertrainer beim oberfränkischen 1. FC Lichtenfels in der drittklassigen Bayernliga ausklingen, wo er als Spielertrainer fungierte und den Verein zur Meisterschaft der Nordgruppe führte. Im Finale um die Bayerische Meisterschaft von 1960 gegen den Meister der Südgruppe gewannen die Lichtenfelser in Augsburg gegen Schwaben Augsburg mit 5:3, scheiterten aber in der Aufstiegsrunde zur Regionalliga an Borussia Fulda und dem Offenburger FV.
Danach war er bis 1963 Spielertrainer beim niederbayerischen Hauptstadtverein SpVgg Landshut, mit dem er Mittelplätze in der Tabelle der drittklassigen Landesliga-Süd belegte.

### Als Trainer
Zwischen 1964 und 1966 war er in der seinerzeit zweitklassigen Regionalliga Süd Trainer bei der SpVgg Fürth, mit der er 1966 den vierten Platz erreichte. Zu Beginn der neuen Spielzeit übernahm er die Geschicke beim Bundesligaabsteiger Borussia Neunkirchen, den er zur Meisterschaft in der Regionalliga Südwest und zum direkten Wiederaufstieg führte. In der Saison 1967/68 wurde die Borussia abgeschlagener Tabellenvorletzter und fiel erneut der Relegation anheim. Die Abwehr der Saarländer erwies sich dabei als besonders anfällig und musste beachtliche 93 Gegentore hinnehmen. Čajkovski blieb noch eine weitere Saison in Neunkirchen und erreichte zum Abschluss seiner Zeit dort den fünften Platz in der Regionalliga. Seinen eigenen Angaben zufolge hatte er bei Neunkirchen ein monatliches Salär von DM 5.000, was weiland durchaus beachtlich war.
Von 1971 bis 1974 trainierte er den 1970 aus einer Fusion des 1. SSV Ulm 1928 und des TSG Ulm 1846 hervorgegangenen SSV Ulm 1846 in der drittklassigen Amateurliga Nordwürttemberg und erreichte mit dem Verein dort zwei Mal den ersten und einmal den zweiten Platz.
Im Jahr ihrer Einführung trainierte Čajkovski zu Beginn der Saison 1974/75 den VfR Heilbronn in der Südgruppe der 2. Bundesliga. Nach dem 14. Spieltag befand sich die Mannschaft auf dem vorletzten Tabellenplatz und Čajkovski musste für Rudi Faßnacht Platz machen. Der VfR war jedoch nach dem letzten Spieltag immer noch auf dem vorletzten Rang und musste gemeinsam mit Borussia Neunkirchen absteigen. Der Spieler Otto Frey, später selbst Trainer, äußerte sich 2010 in einem Interview zu Čajkovski: „Wenn ich heute so darüber nachdenke war Zeljko Cajkovski nicht hart genug. Er war ein sehr höflicher und freundlicher Mensch, hat seine Späßchen gemacht und uns auf die Schulter geklopft. Die nötige Härte hat er jedoch vermissen lassen. Was Zeljko Cajkovski zu weich war, war Rudi Faßnacht zu hart.“
Zur Rückrunde wurde er vom in der Nordgruppe spielenden Wacker 04 Berlin verpflichtet, mit dem er die Saison als 13. abschloss.

### Erfolge
Als Spieler:
- Olympische Spiele: Silbermedaille 1948
- Jugoslawischer Meister: 1948, 1954
- Jugoslawischer Pokalsieger: 1951

Als Spielertrainer:
- Bayerische Amateurmeisterschaft: 1960

Als Trainer:
- Aufstieg in die Bundesliga: 1967